# Hamrák József
Hamrák József (Kluknó, 1793 körül – Csurgó, 1856. március 5.) magyar orvosdoktor.

## Élete
Kluknói, Szepes vármegyei származású volt. Somogy megye főorvosaként működött. 1831-ben a kolerajárvány idején Segesden lakott, a megyei orvosi kar élén álló Csorba József őrá bízta Somogy megye három déli járását. 1848 novemberében is a megyében szolgált Csorba Józseffel együtt.

## Munkája
- Dissertatio inaug. medica de dysenteria eiusque speciebus. Pestini, 1820